# Catalogo HR
Il catalogo HR (Harvard Revised photometry), è un catalogo di stelle brillanti compilato dall'astronomo americano Edward Charles Pickering e pubblicato per la prima volta nel 1908.
Il catalogo è limitato alle stelle di magnitudine fotografica inferiore o uguale a 6,5, che corrisponde grosso modo alle stelle visibili a occhio nudo. 

Include 9110 voci, nella forma HR NNNN, dove NNNN rappresenta un numero intero da 1 a 9110. In passato nella letteratura scientifica si è usata anche la nomenclatura nella forma HRP NNNN, ma nel ventunesimo secolo non è più utilizzata.
Sui 9110 oggetti del catalogo, 9096 sono stelle della nostra galassia, i restanti 14 oggetti si sono rivelati essere delle nove o degli oggetti extragalattici. Sono stati comunque mantenuti nelle edizioni successive del catalogo per non cambiarne la numerazione.  
Le stelle del catalogo HR sono elencate in ordine crescente di ascensione retta riferita all'anno 1900. Le prime stelle del catalogo fanno parte delle costellazioni di Cassiopea, Andromeda,  Pesci e così via.
Il catalogo indica anche le designazioni delle stelle in altri cataloghi suoi contemporanei, come il Bonner Durchmusterung, e più vecchi. Comprende anche le designazioni di Bayer e di Flamsteed, così come la magnitudine fotografica di ogni stella e il suo tipo spettrale.

## Successore
Il catalogo HR è il predecessore del Bright Star Catalogue dell'Università Yale. Quest'ultimo è stato pubblicato per la prima volta nel 1930 e ripubblicato numerose volte, sino all'edizione del 1992.
Il Bright Star Catalogue comprende le stesse stelle del catalogo HR di cui conserva lo stesso numero di riferimento. Le stelle del Bright Star Catalogue sono catalogate nella forma BS NNNN o talvolta BSC NNNN, dove NNNN  è lo stesso numero del catalogo HR. La denominazione BS è tollerata, sebbene gli si preferisca la denominazione HR. La denominazione BSC, invece, non è più usata, ma può ancora trovarsi nella letteratura scientifica più vecchia.  
Il Bright Star Catalogue esiste solo in formato elettronico. Comprende una tabella di corrispondenza con gli altri cataloghi frequentemente utilizzati (SAO, Henry Draper, eccetera), e contiene molti più dati del suo predecessore. Ad esempio include dati di parallasse e moto proprio delle stelle, le loro coordinate B1900.0 e J2000.0, le eventuali caratteristiche di variabilità, dati più precisi sul tipo spettrale, la classificazione di Morgan-Keenan, dei dati fotometrici nelle bande UBVRI e gli indici di colore, così come informazioni sulle stelle che fanno parte di sistemi binari o multipli (numero di componenti, separazione e magnitudine di ogni membro). Include numerose altre informazioni.